# Medie
Medie est une ville du Botswana.